# Красовский, Афанасий Иванович
Афана́сий Ива́нович Красо́вский (17 [28] января 1781; Лебединский уезд, Харьковское наместничество — 18 [30] мая 1843; Киев) — русский военачальник, генерал-адъютант, генерал от инфантерии, участник Наполеоновских, двух Русско-турецких и Персидской войн, а также участник подавления польского восстания. Член Военного совета.

## Биография

### Происхождение. Начало службы
Родился 17 (28) января 1781 года в Лебедянском уезде Харьковского наместничества. Происходил из дворян той же губернии. Потомок слободских или запорожских казаков.
На службу поступил 23 июня (4 июля) 1795 года унтер-офицером в 4-й батальон Бугского егерского корпуса. После расформирования в 1796 году данного корпуса, 8 (19) февраля 1797 года был переведён в 13-й егерский полк. 4 (15) января 1800 года произведён в подпоручики, а 13 января (4 февраля) 1803 года — в поручики. С 22 мая (3 июня) 1804 года Красовский в составе полка участвовал в военно-морской экспедиции из Одессы в Корфу.

### Русско-австро-французская война (1805)
1 (13) октября 1805 года Красовский в составе 13-го егерского полка участвовал в морской десантной операции Черноморского флота в Неаполь, имевшей своей целью вытеснить оттуда французские войска и продвигаться далее в Северную Италию, однако после поражения 20 ноября (2 декабря) русско-австрийских войск под Аустерлицем, эскадра 29 декабря 1805 года (11 января 1806) была переброшена обратно в Корфу. Во время этого движения фрегат, на котором находился Красовский, и ещё 4 транспорта с десантом сели на мель близ Мессины. Сам фрегат был разбит волнами. Многие пехотинцы, находившиеся на судах, не умели плавать, и Красовский принимал деятельное участие в их спасении. «За спасение людей и казённого интереса» он был награждён орденом Св. Анны 3-й степени на шпагу.

### Русско-прусско-французская война (1806—1807)
25 марта (6 апреля) 1806 года русская эскадра под начальством адмирала Сенявина, в составе которой находился Красовский, была направлена в Каттарский залив на помощь черногорцам в их борьбе против оккупационных сил французов, и высадила десант в Далмации близ Старой Рагузы. 5 (17) июня русские части совместно с черногорцами атаковали французские укрепления близ Новой Рагузы. В том сражении Красовский в числе охотников находился в авангарде двух небольших штурмовых колонн, которые стремительной атакой сбросили с укреплённой, и отличавшейся своей неприступностью, горы Баргат, возвышавшейся над Новой Рагузой. 19 сентября (1 октября) того же года Красовский принял участие в сражении с французами на границе провинции Бока-ди-Каттаро.

### Русско-турецкая война (1806—1812)
В период с конца 1806 по 1807 год Россия одновременно вела войны с Францией и Османской империей, и боевая деятельность Красовского в этот период была переплетена боями как с французами, так и с турками. Находясь в Герцеговине, Красовский 12 (24) апреля 1807 года участвовал в перестрелке с турками близ города Никшича, и в последующей его осаде с 13 (25) по 14 (26) апреля. После этого в Бока-ди-Каттаро исполнял должность бригад-майора, а 6 (18) марта 1808 года был произведен в штабс-капитаны.
По выходе в 1808 году французских войск из Черногории, 13-й егерский полк, в котором находился Красовский, был переброшен в Венецию, и далее совершил сухопутный переход из Падуа через Австрию в Молдавию. Весной 1809 года полк прибыл на Дунай и вошёл в состав Молдавской армии под командованием генерал-фельдмаршала князя Прозоровского.
6 (18) марта произведен в капитаны. В ночь с 8 (20) на 9 (21) июня он принимал участие в неудачном штурме Браилова, в котором он командовал гренадерской ротой, ведшей штурм ретраншамента цитадели. Сам 13-й егерский полк был из наиболее пострадавших. В нём уцелело всего около 200 человек с 6 офицерами (включая Красовского, у которого были прострелены сюртук и фуражка).
«В воздаяние отличного мужества и храбрости, оказанных в сражении против турок 19 мая при Туртукае, где, командуя охотниками, с особливым присутствием духа опроверг в одно мгновение препятствия, взошёл на высоты, опрокинул неприятеля, которого гнал до самого ретраншамента и, первый занял редут и форштадт».
4 (16) августа Красовский участвовал в переправе через Дунай, а 15 (27) в сражении под Мэчином и дельнейшей осаде до его капитуляции 18 (30) августа. Также находился при сдаче русским войскам 23 августа (4 сентября) — Гирсова, 29 августа (10 сентября) — Кюстенджи, 4 (16) сентября — Мангалии и с 21 сентября (3 октября) — при осаде Силистрии. За отличие при осаде последней награждён орденом Св. Владимира 4-й степени.
С возобновлением в 1810 году боевых действий, Красовский 19 (31) мая во главе охотников первым форсировал Дунай и овладел редутом, прикрывавшим Туртукайскую цитадель. За это он был удостоен ордена Св. Георгия 4-й степени.
На Красовского вскоре обратил внимание генерал-лейтенант Засс, который взял его к себе дежурным штаб-офицером. В этой должности 13 (25) июня во время рекогносцировки под Рущуком он участвовал в столкновении с турецкими частями, и последующей его осаде. 2 (14) июля во время усиленной вылазки турецкого гарнизона Красовский, командуя стрелками, нанёс поражение противнику и обратил его в бегство, за что был награждён золотой шпагой «За храбрость». 22 (3) июля участвовал в неудачном штурме Рущука. Во время вторичного отчаянного приступа Красовский лично вынес с поля боя, получившего 4 пулевых ранения, генерал-майора Сиверса, буквально скончавшегося на его руках. При осаде Журжи с 1 (13) по 20 августа (1 сентября) занимался установкой батарей в траншеях, систематически принимая участие в боях.
10 (22) мая 1811 года произведен в майоры. В конце июня того же года участвовал в боях под Виддином. 3 (15) августа во время ожесточённого боя при нападении турок на строившиеся русскими редуты, Красовский с двумя батальонами Мингрельского полка длительное время удерживал свои позиции, а после этого с 100 охотников болотом обошёл противника с тыла и, рассыпав стрелковую цепь, открыл огонь, приказав при этом громко кричать «Ура!» и бить в барабаны. Турки, посчитавшие себя окружёнными крупными силами противника, под ружейным огнём бросились бежать по узкому перешейку. За это дело Красовскому была пожалована вторая золотая шпага «За храбрость».
27 августа (8 сентября) батальон Мингрельского полка под командованием Красовского вместе с батальоном 43-го егерского полка майора Йовича штурмом овладели укреплёнными редутами и тет-де-поном островом Лом-Паланки. Турецкий гарнизон, оказавший яростное сопротивление, был полностью истреблён. Также штурмовавшими было потоплено 12 неприятельских лодок. Сам Красовский в этом штурме получил пулевое ранение в бок. За отличие в сражении 30 августа (11 сентября) Красовскому был присвоен чин подполковника. В сражении под Виддином 7 (19) сентября Красовский попал в окружение, но сумел отразить все атаки противника, нанеся ему значительный урон.
Далее Красовский вошёл в состав отряда графа Воронцов, который отдал ему в командование сербскую дружину из Неготина воеводы Велько Петровича. Русско-сербский отряд некоторый период времени вёл малую войну, действуя на коммуникационные пути турецких войск от Виддина к Софии и в самой Сербии, истребляя их подвижные колонны, перехватывая транспорт и уничтожая полевые укрепления. По словам В. А. Потто:
Суровый Велько, до самой геройской смерти своей под стенами Неготина, любил вспоминать это доброе время, пережитое с русскими братьями; он плакал, расставаясь с Красовским.
1 (13) января 1812 года Красовский назначен командиром 14-го егерского полка, а 18 (30) произведен в полковники  за отличие в сражении под Виддином. За боевые отличия в течение всей турецкой кампании Красовский был удостоен ордена Св. Анны 2-й степени с алмазами.

### Отечественная война (1812)
С началом Отечественной войны 1812 года 14-й егерский полк Красовского вошёл в состав 3-й резервной обсервационной армии под командованием генерал-лейтенанта Тормасова. Находясь в авангарде, Красовский участвовал в боях под Кобрином, при отступлении 29 июля (10 августа) (фактически находясь в арьергарде) при Козьем-Броде, где основная тяжесть легла на его и на 10-й егерские полки, 31 июля (12 августа) при Городечной и с 1 (13) по 3 (15) августа при отступлении от Кобрина. 1 (13) ноября, действуя в составе отряда генерал-адъютанта графа Ламберта, он со своим полком «без выстрела» штыковой атакой овладел Новосвержином. Неприятельский батальон, стоявший на площади, успел дать только один залп и вынужден был сложить оружие. При этом в плену оказались чешские военные музыканты, служившие по найму в польском полку Косецкого. Музыканты «охотно» перешли на службу в егерский полк.
«В воздаяние отличного мужества и храбрости, оказанных в сражениях при преследовании французских войск с 25-го октября по 13-е ноября 1812 года».
9 (21) ноября во время штурма предмостовых редутов под Борисовом генерал Ламберт был ранен, а сам штурм провалился. Красовский, заменив раненного Ламберта, повёл 7-й и 38-й егерские полки в очередную атаку (14-й егерский полк отрезал пути к отступлению неприятельских частей), и, несмотря на яростное сопротивление противника, опрокинул его оборону и овладел городом. За этот подвиг Красовский был удостоен ордена Св. Георгия 3-го класса, а его полк получил знак отличия в виде надписей на кивера «За отличие».
С 14 (26) по 16 (28) Красовский принимал участие в боях под Брилями, во время переправы Наполеона через Березину и дальнейшем преследовании его армии. Находясь в авангарде, Красовский ежедневно наносил удары по арьергарду отступающей Великой армии Наполеона. 22 ноября (4 декабря) под Молодечно Красовский получил пулевое ранение в живот, и по излечении раны продолжил участие в заграничном походе.

### Заграничный поход русской армии (1813—1814)
В заграничном походе Красовский 7 (19) января 1813 года принял участие в сражении с французами под Бромбергом; 29 января (10 февраля) — при Рогожине; 1 (13) февраля — при взятии Познани. С 1 (13) марта по 2 (14) апреля участвовал в осаде Кюстрина (24 марта [5 апреля] захватил кюстринские магазины) и с 12 (24) апреля по 30 мая (11 июня) ― Магдебурга. 11 (23) августа участвовал в битве под Гросс-Береном и с 6 (18) по 7 (19) октября в генеральном сражении под Лейпцигом, за отличие в котором был произведён в генерал-майоры.
С 8 (20) по 17 (29) ноября Красовский руководил аванпостами против Гамбурга, находясь в ежедневных перестрелках с неприятелем, а затем и в осаде города с 1 (13) декабря 1813 по 2 (14) января 1814 года. 13 (25) января был назначен шефом командуемого им полком, а также бригадным командиром 13-го и 14-го егерских полков и 6 сводных гренадерских батальонов. С 22 (6) по 23 февраля (7 марта) участвовал в сражении при Краоне, за отличие, в котором был награждён третьей золотой шпагой с надписью «за храбрость», украшенной алмазами. После этого Красовский также отличился в генеральном сражении при Лаоне с 23 (7) по 25 февраля (9 марта), за что был награждён прусским орденом Красного орла 2-й степени. 7 (19) марта участвовал при взятии штурмом Реймса.
Во время генерального сражения за Париж 18 (30) марта, Красовский находился в резерве, и вёл построение своей бригады для смотра. Когда полки были уже построены, внезапно поступил приказ ― вместо смотра атаковать вражеские батареи у Лавилета (предместья Парижа). Бригада в парадной форме, с распущенными знамёнами и музыкой спустилась с занимаемой ею высоты, и штурмом овладела неприятельской батареей и Лавилетом. Штурм происходил на глазах Александра I, от которого Красовскому была послана аннинская лента.

### Второй заграничный поход (1815)
Во время второго заграничного похода за Рейн Красовский 20 июля (1 августа) 1815 года назначен командиром 3-й бригады 3-й гренадерской дивизии. После проведения Александром I в Вертю парада войск («победителей Наполеона»), Красовский вернулся в Россию.

### Межвоенный период
После войны Красовский 30 октября (11 ноября) 1819 года получил отпуск для излечения, продолжая при этом состоять при армии. 23 мая (4 июня) 1823 года он вступил в должность начальника штаба 4 пехотного корпуса, и 22 августа (1 сентября) 1826 года произведён в генерал-лейтенанты.

### Русско-персидская война (1826―1828)
С началом Русско-персидской войны Красовский 19 (31) октября был назначен начальником 20-й пехотной дивизии, которая была направлена в Грузинскую губернию. Однако, находясь в пути, он был перенаправлен для усмирения джаро-белоканских лезгин, действовавших под влиянием наследника персидского престола Аббас-Мирзы и мятежного грузинского царевича Александра. 1 (13) декабря Красовский переправился через Алазань и до весны следующего года находился в Джаро-Белоканах.
С 1 (13) апреля по 17 (29) июня 1827 года Красовский исполнял должность начальника штаба Отдельного Кавказского корпуса, а затем вновь вступил в командование дивизией и отрядом войск, предназначенных для осады Эривани и защиты границ Грузинской губернии со стороны Эриванского ханства от Аббас-мирзы и эриванского сердаря Хусейн-хана Каджара.
15 (27) июня Красовский прибыл под Эривань и продолжил её осаду, сменив на месте авангардный отряд генерал-адъютанта К. Х. Бенкендорфа.
Красовский начал осаду Эривани — однако, из-за чрезвычайно жаркой погоды, способствовавшей распространению болезней среди личного состава дивизии, а также из-за задержки транспорта с провиантом и осадными орудиями, 21 июня (3) июля осада была снята. Больных и раненных солдат Красовский переместил в недавно освобождённый Эчмиадзинский монастырь, оставив для его защиты батальон Севастопольского пехотного полка. Сам же в ожидании транспорта расположился с основными силами лагерем при урочище Дженгули.
«За отличную твёрдость и мужество, оказанные 17 августа 1827 г. в сражении против Персиян при реке Абарони, где с 3-тысячным отрядом преодолев все предстоящие затруднения, успел отразить действия 30-тысячного неприятельского корпуса под предводительством Аббаса-Мирзы и освободил обложенный неприятельскими силами монастырь Эчмеадзинский, при чём ободряя войска личным примером был ранен, а равно за особенное усердие и храбрость, оказанные при покорении Сардар-Абада и Эривани».
4 (16) августа Аббас-Мирза с 25-тысячной персидской армией вторгся в Эриванское ханство и, соединившись с войсками Хусейн-хана (ок. 5 тыс.), осадил Эчмиадзинский монастырь. Его архиепископ Нерсес Аштаракеци послал Красовскому письмо с просьбой оказать помощь. Последний, лично возглавив походный отряд (до 3 тыс. чел.), выступил на помощь осаждённому монастырю, и 17 (29) августа после ожесточённого многочасового Ошаканского сражения с десятикратно превосходящим противником пробился к Эчмиадзину, после чего осада была снята. В том сражении русский отряд понёс тяжелейшие потери. По сообщению английского исследователя Дж. Баддели, ― «Офицеры и солдаты сражались с невиданной храбростью и упорством. Бок о бок с ними сражался и Красовский: он всегда оказывался там, где было опаснее всего…». Под Красовским пало две лошади, а сам он получил тяжёлое ранение в плечо (раздроблена ключица). При вступлении под колокольный звон в монастырь изнеможённого отряда Нерсес Аштаракеци произнёс:
Горсть русских братьев пробилась к нам сквозь 30-тысячную армию разъярённых врагов. Эта горсть стяжала себе бессмертную славу, и имя генерала Красовского останется навсегда незабвенным в летописях Эчмиадзина.
За это сражение Николай I собственноручно написал приказ о присвоении Красовскому ордена Св. Владимира 2-й степени.
«За отличное мужество, оказанное при осаде и покорении крепости Сардар-Абада».
С 14 (26) сентября Красовский осаждал Сардар-Абад до его взятия 20 сентября (2 октября), за что был награждён орденом Св. Анны 1-й степени с алмазами. После этого Красовский командовал осадным корпусом под Эриванью и последующем 1 (13) октября её штурме. В тот же день он был назначен начальником Эриванской области и командующим её войсками, пробыв на этой должности до 11 (23) февраля 1828 года.
После войны Красовский 5 (17) июня 1828 года был отправлен в отпуск в Тифлис для излечения ран, продолжая состоять при армии.

### Русско-турецкая война (1828—1829)
29 сентября (11 октября) 1828 года Красовский был назначен начальником 7-й пехотной дивизии, а 14 (26) апреля 1829 года ― командующим 3-м сводным пехотным корпусом, действующим в Болгарии.
«За примерное мужество и храбрость, оказанные как при начальном обложении покорённой крепости Силистрия, так и при отражении неоднократных вылазок против облагавших оную войск, за благоразумные распоряжения в расположении осадных работ и в уничтожении всех средств обороны неприятеля».
«В воздаяние постоянно-отличного и ревностного служения в продолжении кампании 1829 года, а в особенности за благоразумные распоряжения при обложении крепости Шумлы вверенными войсками и содержание оной в блокаде, и за примерное мужество и храбрость, с коими отражались в продолжении сего времени неоднократные нападения превосходного в силах неприятеля».
С 5 (17) мая Красовский участвовал в осаде Силистрии. Во время штурма в тот же день руководил одной из штурмовых колонн, состоящей из Невского и Нарвского пехотных, 11-го и 12-го егерских полков, а также лёгких рот 11-й артиллерийской бригады. Вместе с начальником штаба его корпуса майором Горчаковым, он шёл впереди колонны, и в течение нескольких минут, не открывая огня, его колонна штыковой атакой овладела редутами и близлежащими к ним ретраншементами. Уцелевшие защитники предкрепостных укреплений бежали в цитадель, провожаемые «меткими пулями» русских пехотинцев. На следующий день Красовский получил ядром контузию в правое плечо, однако по счастливой случайности остался невредим. По отбытии 24 мая (5 июня) от Силистрии главнокомандующего войсками генерал-адъютанта И. И. Дибича с основными силами, руководство осадой было передано Красовскому. Все производимые турецким гарнизоном вылазки были отбиты и, несмотря его на упорное сопротивление, Красовский принудил губернатора и коменданта капитулировать. 18 (30) июня турецкий гарнизон в числе 9000 человек сложил оружие. При этом Красовским была проявлена «благодетельная» забота о раненных турецких военнопленных, которых насчитывалось до 1500 человек. За этот успех Красовский был награждён орденом Св. Владимира 1-й степени.
25 июня (7 июля) он выступил к Шумле, где нанёс поражение визирю Решид-паше, который вынужден был укрыться за стенами её цитадели. Красовский продолжал вести боевые действия под Шумлой, препятствуя соединению визиря с турецкими войсками, действовавшими за Балканами вплоть до Адрианопольского мирного договора 2 (14) сентября 1829 год. По окончании войны он 22 сентября (4 октября) того же года был назначен командиром, сформированным уже на регулярной основе, 3-м пехотным корпусом.

### Польское восстание (1830—1831)
«За примерную распорядительность, мужество и храбрость, оказанные при поражении и преследовании до Австрийской границы корпуса мятежников Ромарино, 3 и 4 сентября 1831 г., где лично распоряжался всеми действиями авангарда войск наших и с оным неослабно преследовал мятежников, повсюду их поражая».
После турецкой войны Красовский 22 августа (3 сентября) 1830 года назначен исполняющим должность новороссийско-бессарабского генерал-губернатора, оставаясь при прежней должности корпусного командира. Непродолжительное правление краем было высоко оценено Николаем I, который отметил это в Высочайшем рескрипте от 15 (27) февраля 1831 года при отстранении его от этой обязанности «ввиду необходимости личного присутствия при вверенном ему корпусе для приведения его в желаемое устройство». 13 (25) марта он был назначен исполняющим должность начальника Главного штаба 1-й армии, а 30 августа (11 сентября) утверждён в этой должности и на следующий день командирован в Царство Польское к корпусу генерал-лейтенанта Розена для усмирения вспыхнувшего там восстания.
Главная задача Красовского состояла в воспрепятствии соединения корпуса полковника Раморино с войсками повстанцев, вышедших из Варшавы. После падения последней, Красовский 3 (15) сентября, руководя авангардом от имени главнокомандующего, близ Ополья настиг арьергард корпуса Раморино и нанёс ему поражение. После этого Красовский был направлен против корпуса бригадного генерала Каминского и 12 (22) сентября под Шкалмбержем нанёс ему сокрушительное поражение, при этом было взято 2000 пленных, а сам Каминский с несколькими офицерами бежал в Австрийские владения. Также, нанеся поражение генералу Рожицкому, Красовский 15 (27) сентября занял Краков.
20 ноября (2 декабря) назначен генерал-адъютантом Е. И. В., с оставлением при прежней должности, а «за бытность в сражениях против мятежников в Царстве Польском» пожалован польским Знаком отличия «За военное достоинство» 1-й степени.

### Послевоенные годы
3 (15) апреля 1834 года Красовский назначен членом Военного совета, а 20 мая (1 июня) того же года ― командиром 6-го пехотного корпуса. 11 (23) января 1835 года Высочайшим приказом Красовскому, по его прошению, был предоставлен отпуск для излечения ран сроком на один год. В отпуск он отправился в Орловская губернию, где проживала его жена Дарья Андреевна, и где он решил поселиться на постоянное место жительство, а именно в самом Орле. Там же на Орловщине Красовскому и его жене принадлежали имения в Орловском, Кромском, Мценском и Дмитровском уездах, в которых проживали 1594 крепостных крестьянина мужского пола.
27 ноября (9 декабря) Красовский подал прошение в Орловское дворянское депутатское собрание о внесении его в Дворянскую родословную книгу Орловской губернии. Учитывая то, что он и так происходил из дворянского рода, а также после ознакомления с его Формулярным (послужным) списком, прошение было одобрено единогласно.
По окончании отпуска Красовский в 1836 году был назначен председателем особого комитета для выработки новых правил производства унтер-офицеров в офицерский чин. 16 (28) апреля 1841 года произведён в генералы от инфантерии. 25 октября (6 декабря) 1842 года назначен командиром 1-го пехотного корпуса.

## Смерть
Умер 18 (30) мая 1843 года, состоя на должности командира 1-го пехотного корпуса, дислоцированного в Киеве, генерал-адъютантом, генералом от инфантерии. Высочайшим приказом от 27 мая того же года исключён из списков умершим. Похоронен там же в Киеве, на кладбище при Дальних пещерах с юго-восточной стороны церкви Рождества Пресвятой Богородицы Киево-Печерской лавры.

## Семья
В начале 1815 года в Дерпте генерал Красовский влюбился в М. А. Протасову и неоднократно предлагая ей руку и сердце, но брачным планам его не суждено было осуществиться.
Жена — Дарья Андреевна Глазунова (29.06.1805—17.08.1855), дочь орловского помещика,  благотворительница и кавалерственная дама ордена Св. Екатерины (малого креста) (21.04.1833). Не любя Украины, она холодно относилась к сыну Андрею из-за его украинофильства. Скончалась в Орле и была похоронена рядом с мужем, на территории Киево-Печерской лавры. По данным Орловского областного архива  у Красовских было 6 сыновей и 3 дочери. Из них:
- Александра (1818—1910), с 1834 года была замужем за гвардии капитаном Порфирием Ивановичем Красовским. Их старшая дочь Дарья (1835—1877) в первом браке была за С. Н. Сипягиным, во втором — за князем В. В. Мещерским; внук — Д. С. Сипягин.
- Екатерина (1819—?)
- Дарья (1826—после 1867), фрейлина двора (1845), в браке с А. П. Дитмар.
- Андрей (1822—1868) — подполковник резервного дивизиона Александрийского гусарского полка, член тайного революционного общества «Земля и воля», был приговорён к 12 годам каторжных работ в рудниках, по разным источникам застрелился или был застрелен во время побега[41].
- Афанасий (1829—после 1868)
- Николай (1830—после 1857)
- Пётр (1835—после 1912) — гусарский офицер, посвятивший себя служению церкви, иеродиакон Крестовоздвиженской келии[42].

## Награды
Отечественные
| Ордена - орден Святой Анны 3-й ст. (1806 статут будущей 4-й ст.) - орден Святого Владимира 4-й ст. (1809) - орден Святого Георгия 4-го кл. (№ 2178; 20.06.1810) - орден Святой Анны 2-й ст. с алмазами (1812) - орден Святого Георгия 3-го кл. (№ 279; 20.03.1813) - орден Святой Анны 1-й ст. (1826) - орден Святого Владимира 2-й ст. (05.11.1827) - алмазные знаки к ордену Святой Анны 1-й ст. (06.12.1827) - орден Святого Александра Невского (29.09.1829) - орден Святого Владимирао 1-й ст. (01.07.1829) - алмазные знаки к ордену Святого Александра Невского (13.09.1831) | Медали - серебряная медаль «В память Отечественной войны 1812 года» - медаль «За взятие Парижа» - медаль «За персидскую войну» - медаль «За турецкую войну» Оружие - золотая шпага «За храбрость» (1810) - золотая шпага «За храбрость» (1811) - золотая шпага «За храбрость» с алмазами (1814) Прочие - табакерка с портретом императора Николая I (1829) - польский знак отличия «За военное достоинство» 1-й ст. (1832) - знак отличия «За XXX лет беспорочной службы» (1835) |

Иностранные
- прусский орден Красного Орла 2-й степени (1814)[43]

## Публикации рукописей Красовского
- Дневник А. И. Красовского. 1848. // Русская старина. — СПб.: Тип. В. С. Балашева, 1874. — Т. 9, вып. 1. — С. 126—140.
- Дневник генерала Красовского. 1826—1828 г.г. // Кавказский сборник. — Тифлис, 1901. — Т. 22. — С. 1—37. (Из рукописей Военно-Ученого Комитета Главного Штаба)
- Дневник генерала Красовского. 1826—1828 г.г. (Приложения: Официальные документы и письма) // Кавказский сборник. — Тифлис, 1901. — Т. 22. — С. 37—68.
- Подробная реляция о сражении 17 августа 1827 года, бывшем при селении Ушагане // Историко-филологический журнал. — Ереван: АН Армянской ССР, 1978. — № 1 (80). — С. 244—257.

## Комментарии
1. ↑  Несмотря на заверения генерала Кутузова о преждевременности штурма, Прозоровский уже на третий день осады приказал штурмовать цитадель. В результате русские части понесли тяжёлые и, зачастую, неоправданные потери[9].
2. ↑  Вместе с Красовским в той битве находился руководивший стрелковой цепью и получивший пулевое ранение в голову штабс-капитан Паскевич, будущий генерал-фельдмаршал, именованный — князь Иван Фёдорович Варшавский, граф Паскевич-Эриванский[9].
3. ↑  В дальнейшем чешские музыканты в составе русских войск дошли до Парижа[19].
4. ↑  По воспоминаниям участника той осады полковника Ф. Ф. Торнау, при начале канонады, Красовский влез на крону бруствера для лучшего обзора. Его примеру последовали другие офицеры. Турки, заметив на батарее офицеров, направил на них орудийный огонь, и одно из первых ядер пролетело между Красовским и стоящим рядом офицером, сбив последнего с ног, «а прочих сильно хлестнуло по лицу давлением воздуха». Красовский перекрестился. Его правый эполет почернел, а с двух пуговиц сняло латунь[34].